# Святий Георгій у житії (Маріуполь)

«Святий Георгій у житії» — старовинна  ікона у вигляді різьбленого дерев'яного рельєфа, котру датують 12 (?) століттям. Зберігається в Національному художньому музеї України.

## Опис
Старовинна ікона має вигляд великого за розміром різьбленого рельєфа із зображенням святого вояка Георгія у центрі та низки квадратних панно обабіч центральної фігури зі сценами житія святого.
На іконі подано дванадцять сцен житія святого, по шість з кожного боку. Ліворуч: Георгій перед Діоклетіаном і Максиміаном; Георгія ведуть до в'язниці; Каменування і надівання кайданів; Колесування; Катування у вапні; праворуч: Тіло Георгія шматують гаками; Воскресіння сина сотника Леона; Зцілення воїна Глікерія; Георгій повалює ідолів; Усікновення голови Георгія.
Нижнє шосте панно праворуч сильно пошкоджене і практично втрачене. Фігура святого вояка в центрі сильно пошкоджена, а рештки фігури, однак, зберегли часткове розфарбування та золочення. Вояка подано у повний зріст, у правій руці він тримає спис, а лівиця опущена і притримує щит біля ніг. Зазвичай іконописці подавали святого вояка молодим і зовнішньо привабливим. Обличчя на дерев'яній іконі пошкоджено ( сліди від пожежі ) і домалювати привабливий образ доводиться уявою вірян. На іконі до реставрації було до чотирьох шарів фарби.

## Історія
Ікона вперше описана у російськомовному виданні «Археологические известия и заметки», изданные Московским Археологическим Обществом. - М., 1895. - Т. IV. 
За переказами, ікона походила з Георгіївського монастиря на мисі Фіолент у Криму. Під час виведення християн з Криму  (серед котрих були греки, вірмени, грузини) митрополитом Ігнатієм, ікона була переправлена до міста Павловськ на підросійську територію. Ймовірно, перенесення християнської пам'ятки на нове місце сталося у 1778-1779 роки.
Розфарбовані або монохромні рельєфи з зображенням популярних святих у 10-12 ст. були наближені до ікон за власним значенням, незважаючи на панівні позиції іконопису. Тому у Візантії рельєфи виготовляли з різних матеріалів (деревина, шифер, мармур, слонова кістка, коштовні метали), частка котрих йшла на декорування храмів. Медальйони з 11 ст. також прикрашали архітрави і стовпи вівтарів, а також темплони, попередники іконостасів. Великі за розмірами сакральні рельєфи  кріпили на архітрави або на стовпи, на стовпах робили і мозаїчні зображення, якщо йшлося про князівські або імператорські храми. Формування іконостаса внесло власні зміни, коли живопис на дошках став переважати, а надто коштовні мозаїки зникли навіть у княжих храмах через трудомісткість. Крим був периферійною територією Візантії, тому декорування храмів рельєфами тут затрималось до 14 століття, як і їх виготовлення місцевими майстрами.

## Перебування рельєфу в Маріуполі
Місто Павловськ було перейменоване на Маріуполь, передане для поселення виведених християн з Криму (греків, вірмен, грузин). Ікона стала частиною збірок ікон у Харлампієвському соборі, головному храмі нового міста. У 19 столітті поверхня ікони була прихована під срібним окладом. 1891 року ікону доправили до міста Севастополь, на околиці котрого був розташований Херсонес, давньогрецьке і давньоримське місто, що у середньовіччя перейшло у спадок Візантії. За церковними переказами, там відбулося хрещення київського князя, що поклало початок християнізації київської Русі. З історичними джерелами це не збігається, бо є свідчення про прийняття християнства представниками князівського роду раніше за дати, визнані місцевою церквою.
За часів більшовицької влади після руйнації Харлампієвського собору у місті Маріуполь найбільш вартісні історичні пам'ятки були передані до місцевого краєзнавчого музею, серед них і образ св. Георгія з житієм. Всі інші знищені.
На вартісну історичну і християнську пам'ятку звернула увагу мистецтвознавець Миляєва Лада Семенівна (1925 р.н.). 1965 року ікону перевезли до реставраційних майстерень Державного Російського музею у місті Ленінград. Деревина ікони була дезінфікована і зміцнена. Численні втрати не відновлені, позаяк втручання у первісний вигляд пам'ятки вважалось неприпустимим.
Ікону після реставрації не могли повернути до міста Маріуполь, бо робітниче і провінційне місто мало слабко облаштований краєзнавчий музей, котрий не міг забезпечити відповідні умови для зберігання і експонування пам'ятки, датованої серединою 11 століття. Низьким був і рівень підготовки музейних працівників, котрі зовсім не боролись за повернення вартісного експоната, не боролись і за зміцнення матеріальної бази самого музею. Художня колекція краєзнавчого музею була надзвичайно слабкою, а збори художніх пам'яток і картин всіляко гальмувались місцевою владою, як непрофільні. Панувала обскурантна точка зору, що Маріуполь не вартий мати власну картинну галерею, а картини краєзнавчого музею треба передати до інших музеїв України...
Ікону «Святий Георгій в житії» було передано у Київ до збірок Національного художнього музею України.
Маріуполь на початку 21 ст. таки отримав копію ікони «Святий Георгій в житії», виконану з деревини. Але її передали для облаштування церкви св. Михаїла у селі Урзуф, що під Маріуполем.

## Галерея

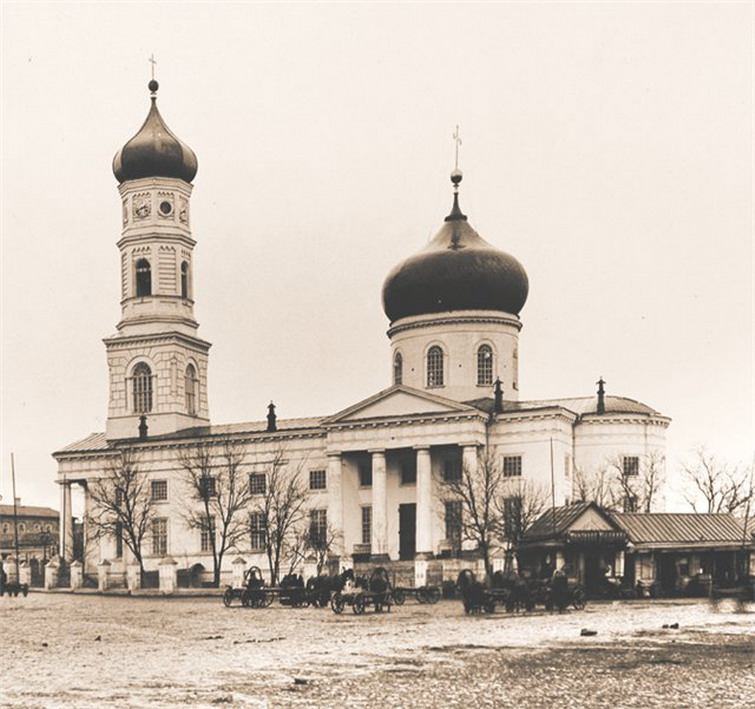
Маріуполь. Колишній Харлампіївський собор 1845 р.добудови 1892, фото 1900 року (не існує). Місце первісного перебування ікони «Св. Георгій в житії».
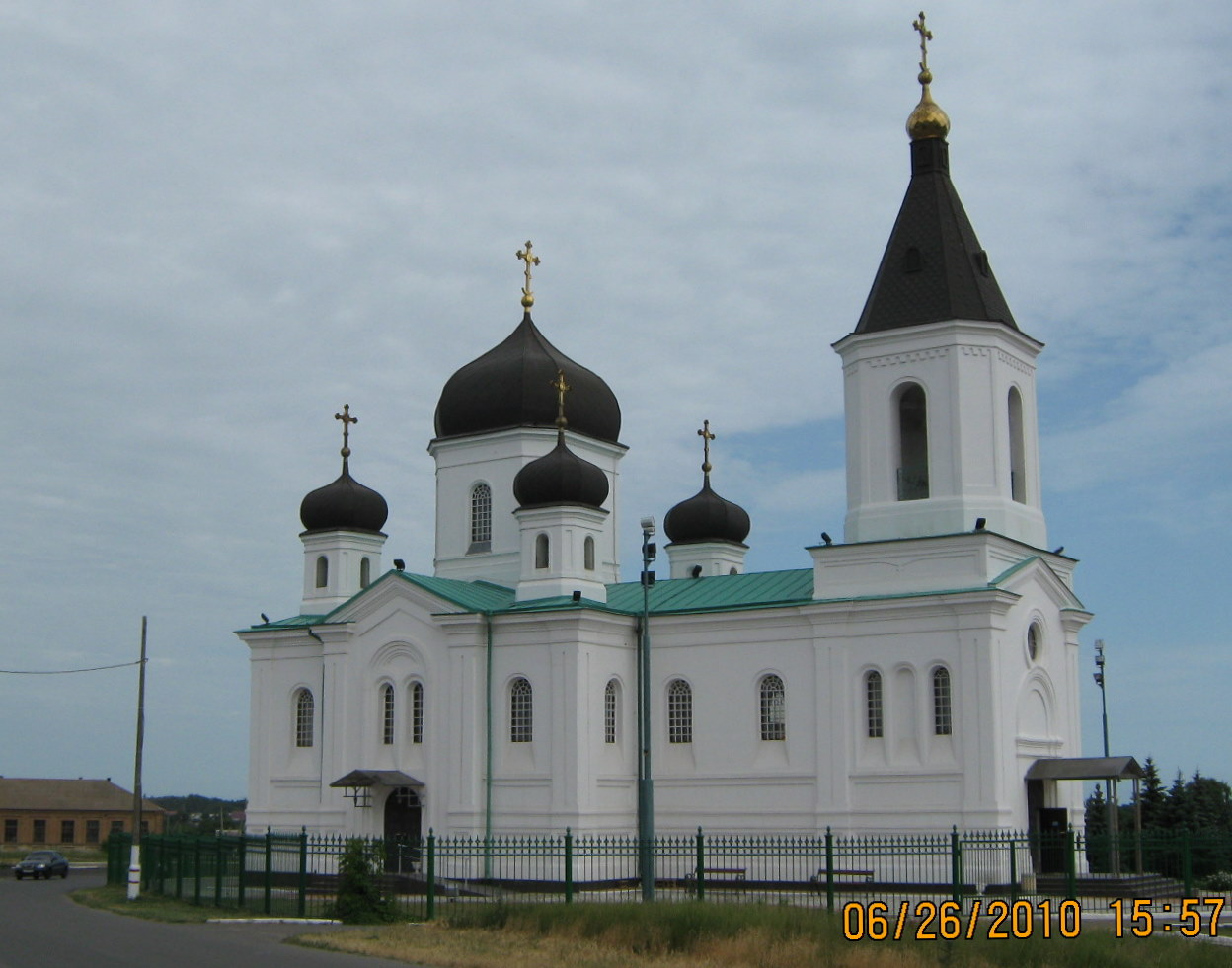
Церква святого Михайла Архістратига (Урзуф), куди передана копія ікони «Св. Георгій в житії», фото 2010 року